# 갈현

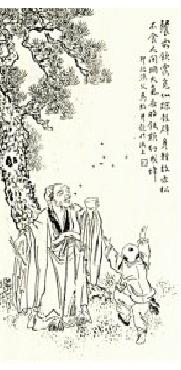

갈현(葛玄, 164년 ~ 244년)은 후한, 삼국 시대 오나라의 도사이며 자는 효선(孝先)이며 호는 갈선공(葛先公)이다.

## 생애
164년에 태어났으며 단양 사람으로 경전자사 등 고전에 밝아 보지 않은 것이 없을 정도였다. 부모가 죽자 좌자를 따라가 구단금액선경을 전수받았다. 후에 손권이 그에게 직책을 주려 했으나 거절하였다. 244년에 사망하였다.

## 같이 보기
- 삼국지 인물 목록